# Torre SC
Torre SC was een Braziliaanse voetbalclub uit Recife in de deelstaat Pernambuco.

## Geschiedenis
Torre werd opgericht in 1909 en speelde vanaf 1915 in de hoogste klasse van het Campeonato Pernambucano, dat van start ging dat jaar. De club werd drie keer kampioen en speelde tot 1936 onafgebroken in de hoogste klasse, en daarna nog één keer in 1940. De club won ook acht keer de Copa Torre, een lokale bekercompetitie.

## Erelijst
Campeonato Pernambucano
1926, 1929, 1930
Copa Torre
1921, 1926, 1928, 1929, 1930, 1932, 1940, 1942